# Wyspy Seszeli

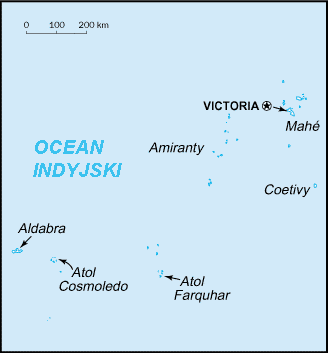
Wyspy Seszeli

Wyspy Seszeli – 115 wysp wchodzących w skład Republiki Seszeli, dzielących się na zbudowane głównie z granitowych skał Wyspy Wewnętrzne oraz koralowe Wyspy Zewnętrzne, rozłożone na powierzchni ponad 400 tysięcy km² Oceanu Indyjskiego. 

## Główne wyspy

### Mahé

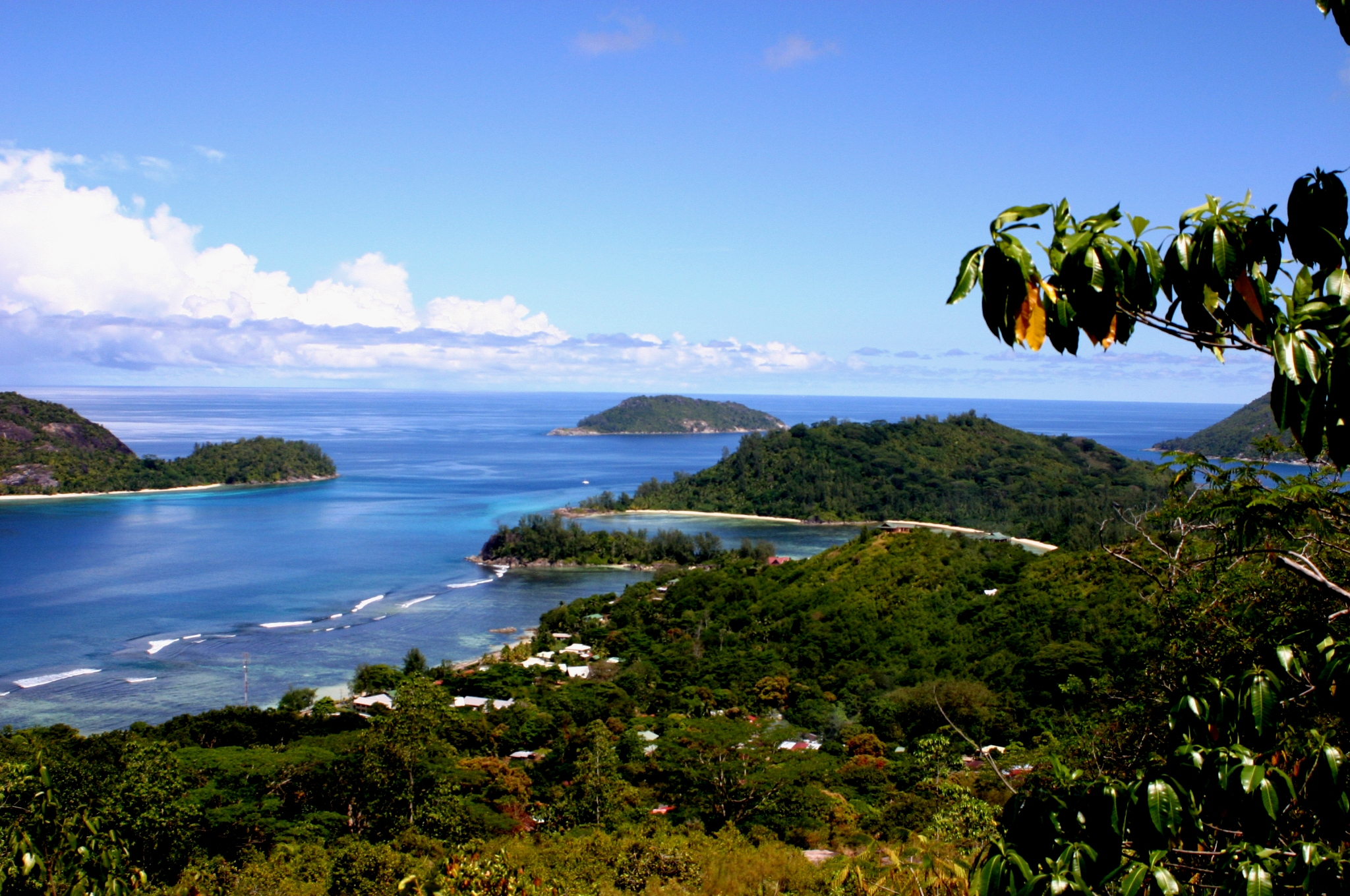
Mahé

Jest to największa wyspa Seszeli, zamieszkana przez blisko 90% obywateli. Leży na niej stolica kraju Victoria, zamieszkana przez prawie połowę ludności Seszeli. Wybudowano tam główne międzynarodowe lotnisko: port lotniczy Mahé. Najwyższy szczyt Morne Seychellois (905 m n.p.m.) jest zarazem najwyższym wzniesieniem kraju. Mimo rozwoju rolnictwa, w ciągu ostatnich 300 lat historii wyspy, wciąż znajdują się tu gęste kompleksy wilgotnego lasu równikowego, a w północnej części Mahé występują także lasy namorzynowe. Przez cały rok utrzymuje się temperatura około 27 °C. Na wyspie jest ponad sześćdziesiąt plaż.

### Praslin

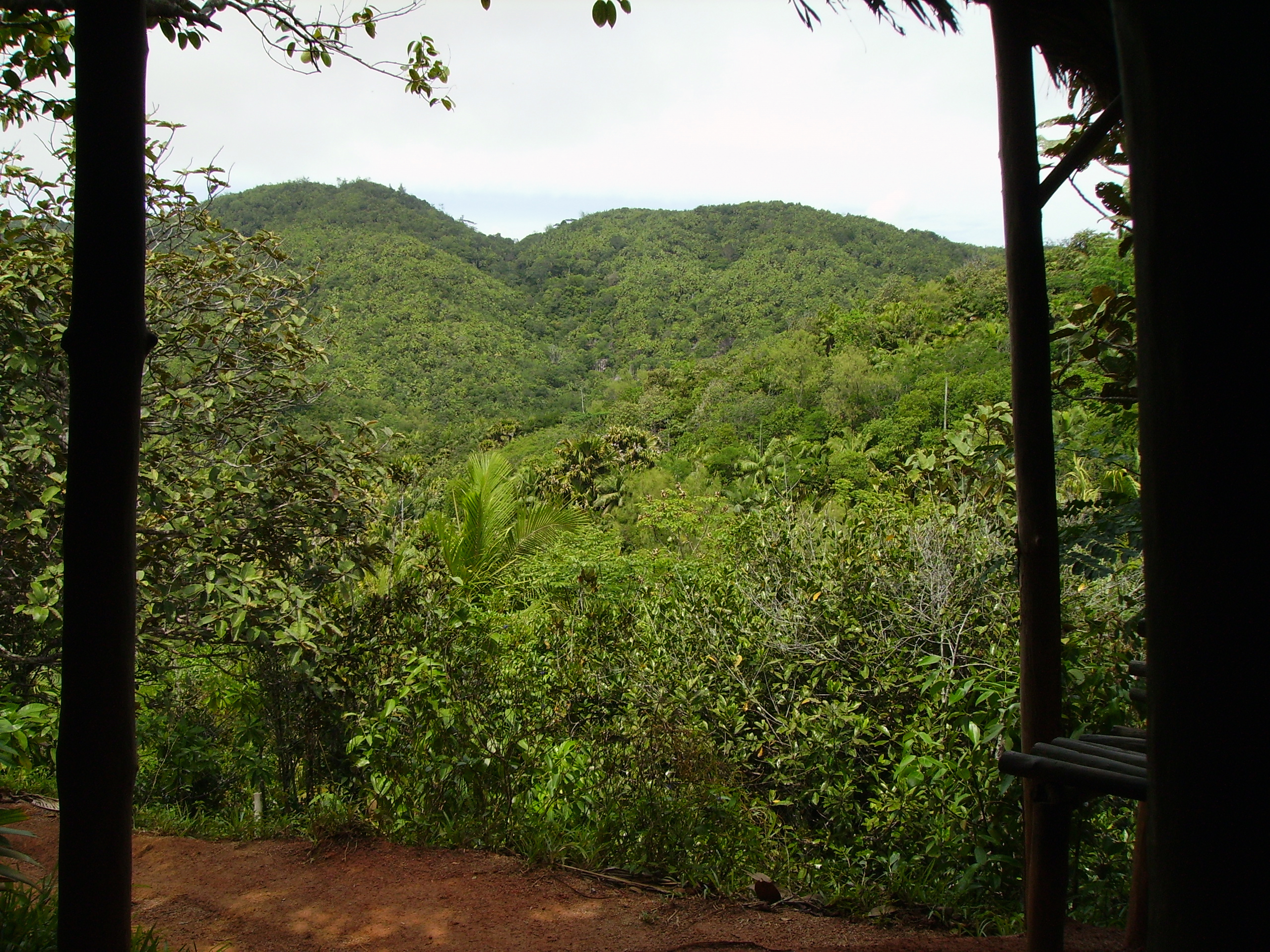
Widok na Vallée de Mai (Praslin)

Jest drugą pod względem wielkości wyspą Seszeli. Francuski podróżnik Lazare Picault odkrył ją w 1774 roku i nazwał „Ile de Palmes”, zauroczony widokiem lasów i mnogością palm kokosowych. Później Mation Dufresne przemianował wyspę na Praslin w uznaniu zasług Césara Gabriela de Choiseula, księcia de Praslin. Na wyspie znajduje się tylko kilka małych wiosek, a pięć tysięcy mieszkańców to głównie rybacy, rolnicy albo osoby obsługujące turystów. Główną atrakcją wyspy jest rezerwat przyrody Vallée de Mai. Wyspa jest atrakcyjnym miejscem dla nurków ze względu na występujące wokół niej rafy koralowe, liczące ponad 8000 lat.

### Silhouette

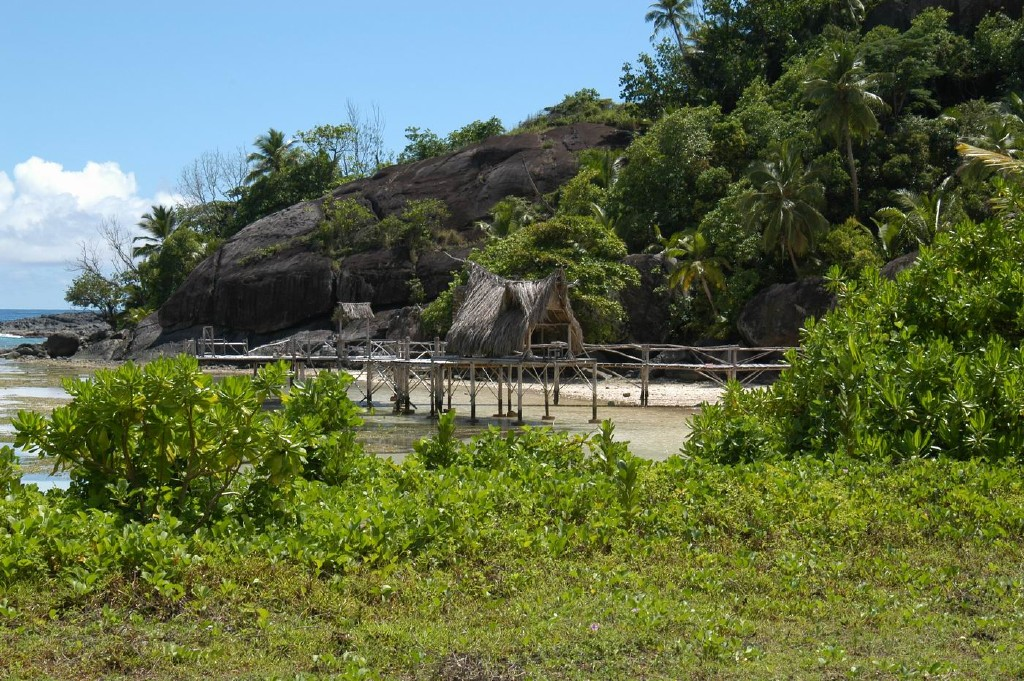
Silhouette

Silhouette jest trzecią co do wielkości wyspą Seszeli. Rośnie na niej jeden z najbardziej zbitych lasów tropikalnych na Oceanie Indyjskim. Przez wiele lat mieszkał tu pirat Jean Hodoul, który według miejscowych legend zakopał skarb w jednej ze szczelin skalnych na wyspie. Najwyższym szczytem jest Mont Dauban (740m), otoczony lasem tropikalnym, będący siedliskiem endemicznego drzewa balsamowego. Występuje tu też największe bogactwo gatunków fauny i flory na Oceanie Indyjskim. 
Infrastruktura turystyczna jest uboga, jednak od niedawana działa tu jeden luksusowy hotel.

### La Digue

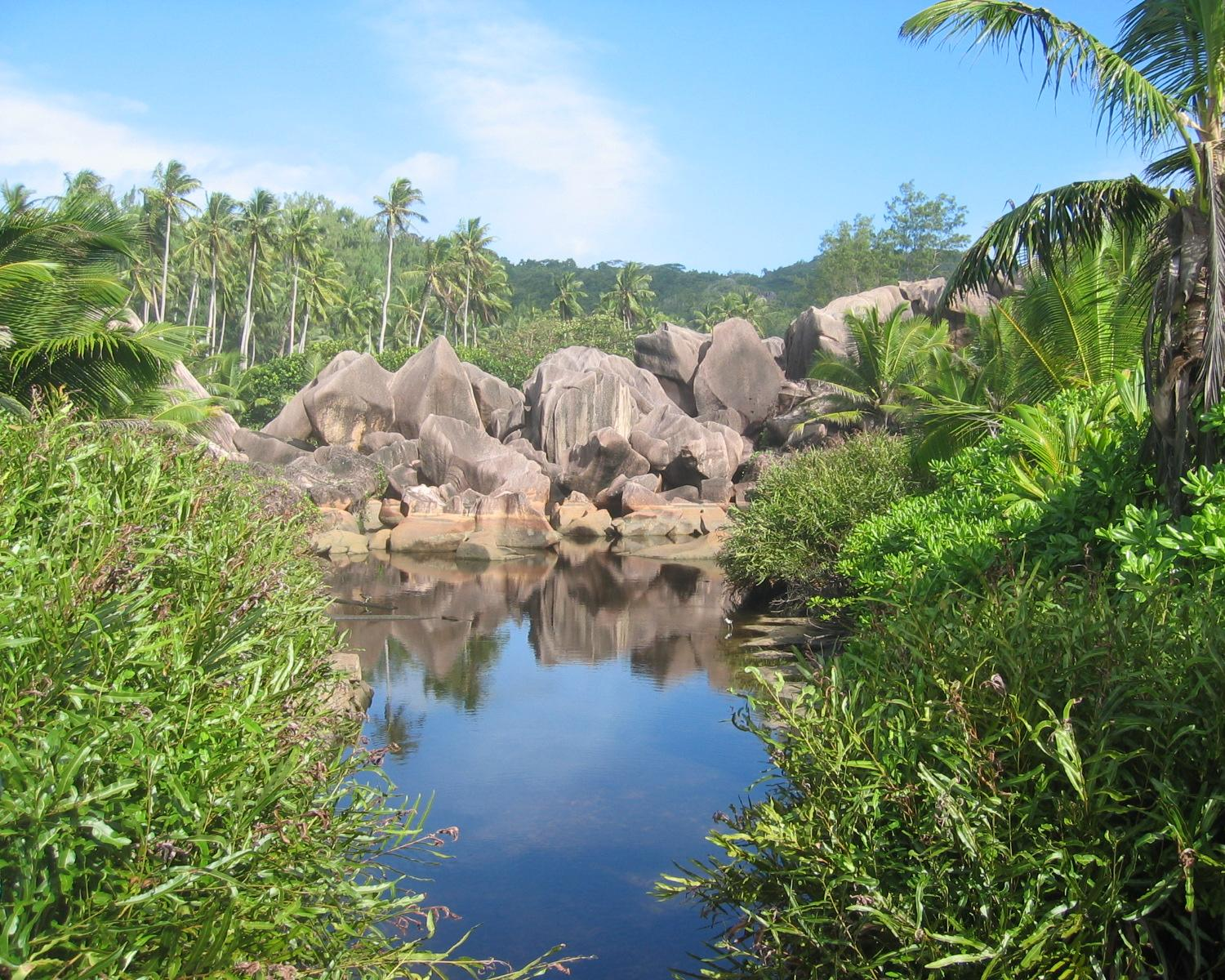
Krajobraz La Digue

La Digue jest przykładem tego, jak wyglądały Seszele, zanim przybył na nie człowiek. Tylko kilka samochodów zakłóca ciszę. Głównym środkiem transportu jest rower. Wyspa La Digue jest uważana za najczystszą na Seszelach, z niezmienioną od wieków tradycją, nawet lokalna ludność używa innego dialektu niż reszta kraju. Na wyspie znajdują się długie i piaszczyste plaże upstrzone granitowymi głazami. Niemal cała wyspa otoczona jest rafą koralową, co sprawia, że przypływające tu promy i łodzie mogą cumować tylko w jednym miejscu - zlokalizowano w nim jedyny port wyspy. 
Część wyspy objęta jest ochroną w ramach La Digue Veuve Reserve.

## Lista wysp

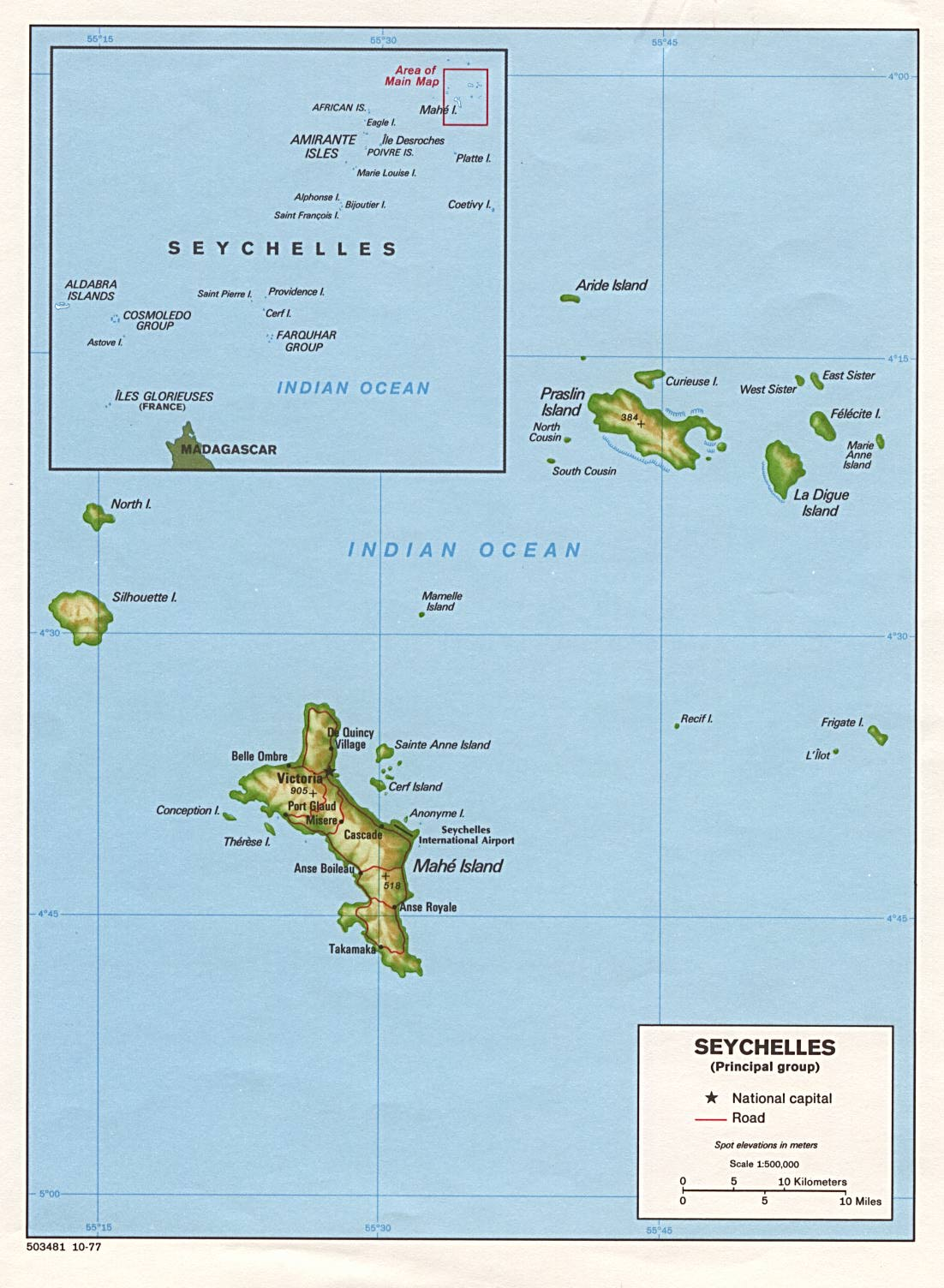
Mapa Seszeli – w lewym górnym rogu Wyspy Wewnętrzne w większej skali

### Wyspy Wewnętrzne

#### Wyspy granitowe
- Mahé
- Praslin
- Silhouette
- La Digue
- Curieuse
- Felicite Island (Île Félicité)
- Fregate Island (Île Frégate)
- Sainte Anne
- North Island (Île du Nord)
- Cerf Island (Île au Cerf)
- Mary Anne Island (Marianne)
- Therese Island (Île Thérèse)
- Aride Island (Île Aride)
- Conception
- Cousin
- Cousine
- Long Island (Île Longue)
- Recif Island (Île aux Récifs)
- Round Island (Praslin) (Île Ronde)
- Anonyme Island
- Les Mamelles
- Moyenne Island (Île Moyenne)
- Île aux Vaches Marines
- L'Islette
- Île Sèche
- Île Cachée
- Coco Island (Île aux Cocos)
- Round Island (Mahé) (Île Ronde)
- L'Îlot Frégate
- Booby Island
- Chauve Souris (Mahé)
- Chauve Souris (Praslin)
- La Fouche
- Île Hodoul
- L'Ilot
- Île Aux Rats
- Souris
- Saint-Pierre (Praslin)
- Zavé
- Harrison Rocks (Grande Rocher)
- The Sisters (Les Sœurs)
  - East Sister Island (Grande Sœur)
  - West Sister Island (Petite Sœur)

#### Wyspy koralowe
- Bird Island (Île aux Vaches)
- Denis Island (Île Denis)

### Wyspy Zewnętrzne
| Południowe wyspy koralowe | Amiranty | Alphonse                                                                               | Farquhar | Aldabra |
| ------------------------- | --- | -------------------------------------------------------------------------------------- | --- | --- |
| - Platte - Coëtivy        | - African Banks - North Island (Île du Norde) - South Island (Île du Sud) - Remire - D’Arros - Saint-Joseph-Atoll - Saint-Joseph - Fouquet - Ressource - Petit - Carcassaye - Grand Carcassaye - Benjamin - Banc Ferrari - Chien - Pelican - Vars - Île Paul - Banc de Sable - Bancs Cocos - Bertaut Reef - Sand Cay - Desroches - Poivre Atoll - Poivre - Florentin - Île du Sud - Étoile Cay - Boudeuse Cay - Marie Louise - Desnœufs | - Alphonse Atoll - Alphonse Island - Saint-François-Atoll - Bijoutier - Saint François | - Farquhar Atoll - Île du Nord - Île du Sud - Manaha Nord - Manaha Milieu - Manaha Sud - Goelettes - Lapin - Île du Milieu - Depose - Bancs de Sable - Providence Atoll - Providence - Cerf - Bancs Providence - Saint-Pierre | - Aldabra Atoll - Grande Terre - Picard - Polymie - Malabar - Île aux Cendres - Île Michel - Île Esprit - Île Moustiques - Îlot Parc - Îlot Emile - Îlot Yangue - Îlot Dubois - Îlot Magnan - Île Lanier - Cosmoledo Atoll - Menai - Île du Nord - Île Nord-Est - Île du Trou - Goelette - Grande Polyte - Petit Polyte - Grande Ile (Wizard) - Pagode - Île du Sud - Île Moustiques - Île Baleine - Île Chauve Souris - Île du Sud-Ouest - Île aux Macaques - Île aux Rats - Île du Nord-Quest - Île Observation - Île Sud-Est - Îlot la Croix - Astove - Assumption |